# Gmina Borzytuchom
Die Gmina Borzytuchom [bɔʐɨ'tuxɔm] (Gemeinde Borntuchen) ist eine Landgemeinde im Powiat Bytowski (Bütower Kreis) der Woiwodschaft Pommern in Polen. Ihr Sitz ist das Dorf Borzytuchom (Borntuchen).

## Gliederung
Die Landgemeinde umfasst 108,6 km² und hat ca. 3150 Einwohner. Zu ihr gehören folgende Ortschaften:
| polnischer Name | kaschubischer Name  | deutscher      |
| --------------- | ------------------- | -------------- |
| Borzytuchom     | Bòrzëtëchómié       | Borntuchen     |
| Chotkowo        | Chòtkòwò            | Kathkow        |
| Dąbrówka        | Dąbrówka            | Damerkow       |
| Jutrzenka       | Jutrzénka, Mòsztern | Morgenstern    |
| Kamieńc         | Kamińca-Młin        | Kamenz-Mühle   |
| Kamienica       | Kamińca             | Kamenz         |
| Krosnowo        | Krosniéwò           | Kroßnow        |
| Niedarzyno      | Niedarzënò          | Meddersin      |
| Osieki          | Òséki               | Wusseken       |
| Ryczyn          | Rëczëno             | Elisabethsthal |
| Struszewo       | Strëszewò           | Strussow       |